# بجه
بجه (به عربی: بجه) یک منطقهٔ مسکونی در لبنان است که در شهرستان جبیل واقع شده‌است.
 بجه   ۵۶۰ متر بالاتر از سطح دریا واقع شده‌است.